# Милано-Бомбај: 10.000 km дроге и секса!
Милано-Бомбај: 10.000  дроге и секса! (Milano-Bombay: 10.000 km… di sesso e droga!) је италијански порнографски филм из 2008. године. Филм је режирао Маурицио Дела Ровере (итал. Maurizio Della Rovere), а главна глумица је Моника Мазерати (итал. Monica Maserati). Поред ње, филм на омоту рекламира и Ла Тоју, „највећу словеначку порно звезду”. Филм је издало загребачко предузеће Заудер филм 2009. године. На омоту нема података о тиражу. Интерна ознака хрватског издавача је 536 D.

## Опис са омота
Илијарија [Iliaria], заносна и предивна кћер богатог индустријалца Салвијатија [Salviati], бјежи од куће у Бомбај како би пронашла унутрашњи мир и духовну равнотежу. Међутим, њен отац унајмљује детектива Фауста који одлази у Индију по Илијарију. По доласку у Индију, Фаусто сазнаје да улицама Бомбаја ради сводник који окупља девојке и уводи их у међународни свијет проституције и жестоког секса. Све се више чини да је Илијарија и сама упала у тај свијет похоте и разврата. Изузетан филм с бројним сценама интензивног и помно одабраног секса те у којем се први пут појављује експлозивна Моника Мазерати [Monica Maserati].

## Улоге
| Глумац          | Улога |
| --------------- | ----- |
| Monica Maserati |       |
| La Toya         |       |
| Eva Falk        |       |
| Andy Brown      |       |
| Sheila Stones   |       |
| Roberto Malone  |       |
| Fausto Moreno   |       |
| Leonardo Conti  |       |